# 黎明关水族乡
黎明关水族乡是中华人民共和国贵州省黔南布依族苗族自治州荔波县下辖的一个民族乡。
2014年4月14日，贵州省人民政府批复荔波县部分乡镇行政区划调整，新设置的黎明关水族乡辖原永康水族乡、洞塘乡、翁昂乡，乡人民政府驻拉内村。

## 行政区划
黎明关水族乡下辖以下村级行政区划单位：
太吉村、西竹村、董亥村、白岩村、德门村、尧古村、拉内村、已陇村、懂朋村、木朝村、尧所村、板寨村、久安村和洞腊村。

## 中国传统村落
2012年，太吉村、尧古村被评为首批“中国传统村落”。